# Josep Barberà
Josep Barberà i Sorlí (Benicarló, Castellón, 1983) es un político español, presidente de Esquerra Republicana del País Valencià desde marzo del año 2016. Tiene estudios de Historia Moderna y Contemporánea por la Universidad de Barcelona, y es jefe de publicaciones de la Editorial Shakira. Actualmente es concejal de la coalición Compromís-Esquerra Republicana de Valencia Republicana en el Ayuntamiento de Benicarló dónde es concejal de cultura.
Militante de ERPV desde el 2004, encabezó la lista del partido a la circunscripción de Castellón para las elecciones generales de 2008. El 2016 fue elegido, en el VII Congreso de ERPV celebrado en el Centro Cívico del Puerto de Sagunto, nuevo presidente de ERPV con el 98% de los votos de la militancia y aquel mismo año encabezó una coalición electoral liderada por ERPV en las elecciones generales de 2016.